# Campeonato Catarinense de Futebol de 2022 - Série A
O Campeonato Catarinense de Futebol da Série A de 2022, ou Catarinense 2022, foi a 97ª edição da principal divisão do futebol catarinense. A competição contou com 12 clubes e marcou o retorno da equipe de Camboriú e a estreia do Barra-SC.

## Regulamento
O Campeonato Catarinense de 2022 manteve o mesmo regulamento aprovado para a última temporada. Portanto, a competição foi dividida em duas fases: a inicial em pontos corridos e a final em jogos de mata-mata.
Na 1ª fase todas as equipes se enfrentam entre si em turno único. As oito primeiras colocadas deram início aos confrontos eliminatórios da 2ª fase em jogos de ida e volta. A definição dos confrontos se deu pela posição das equipes na tabela, sendo que o  1º colocado enfrentou o 8º, o 2º encarou o 7º, o 3º jogou contra o 6º e o 4º pegou o 5º colocado. Nesta fase os critérios de desempate são: número de pontos, saldo de gols e melhor campanha na 1ª Fase. 
O campeão e o vice disputarão a Copa do Brasil de 2023. Já as equipes sem divisão nacional que terminarem entre as três melhores posições na classificação geral, garantem vaga para o Brasileirão Série D de 2023.

### Rebaixamento
As equipes que ao final da fase inicial, em pontos corridos, terminarem em 11ª e 12ª posições estarão rebaixadas e disputarão a Série B em 2023.

## Equipes participantes
| Equipe        | Cidade             | Em 2021      | Estádio                  | Capacidade | Títulos (Último) |
| ------------- | ------------------ | ------------ | ------------------------ | ---------- | ---------------- |
| Avaí          | Florianópolis      | 1º           | Ressacada                | 17 800     | 18 (2021)        |
| Figueirense   | Florianópolis      | 7º           | Orlando Scarpelli        | 19 584     | 18 (2018)        |
| Barra-SC      | Balneário Camboriú | 1º (Série B) | Gigantão das Avenidas    | 6 010      | 0                |
| Brusque       | Brusque            | 3º           | Augusto Bauer            | 5 000      | 1 (1992)         |
| Camboriú      | Camboriú           | 2º (Série B) | Augusto Bauer            | 5 000      | 0                |
| Chapecoense   | Chapecó            | 2º           | Arena Condá              | 20 089     | 7 (2020)         |
| Concórdia     | Concórdia          | 9º           | Domingos Machado de Lima | 5 000      | 0                |
| Hercílio Luz  | Tubarão            | 10°          | Aníbal Costa             | 6 800      | 2 (1958)         |
| Joinville     | Joinville          | 8º           | Arena Joinville          | 22 400     | 12 (2001)        |
| Juventus      | Jaraguá do Sul     | 5º           | João Marcatto            | 10 270     | 0                |
| Marcílio Dias | Itajaí             | 4º           | Gigantão das Avenidas    | 6 010      | 1 (1963)         |
| Próspera      | Criciúma           | 6°           | Sem estádio fixo         |            | 0                |

## Estádios
| Avaí               | Barra-SC | Brusque | Camboriú                 |
| ------------------ | --- | --- | ------------------------ |
| Ressacada          | Gigantão das Avenidas | Augusto Bauer | Augusto Bauer            |
| Capacidade: 17 800 | Capacidade: 6 010 | Capacidade: 5 000 | Capacidade: 5 000        |
|                    | | |                          |
| Chapecoense        | \| \| Avaí Figueirense Próspera Barra-SC Camboriú Hercílio Luz Concórdia Brusque Chapecoense Juventus de Jaraguá Marcílio Dias JoinvilleLocalização da sede dos clubes no estado. \| | \| \| Avaí Figueirense Próspera Barra-SC Camboriú Hercílio Luz Concórdia Brusque Chapecoense Juventus de Jaraguá Marcílio Dias JoinvilleLocalização da sede dos clubes no estado. \| | Concórdia                |
| Arena Condá        | \| \| Avaí Figueirense Próspera Barra-SC Camboriú Hercílio Luz Concórdia Brusque Chapecoense Juventus de Jaraguá Marcílio Dias JoinvilleLocalização da sede dos clubes no estado. \| | \| \| Avaí Figueirense Próspera Barra-SC Camboriú Hercílio Luz Concórdia Brusque Chapecoense Juventus de Jaraguá Marcílio Dias JoinvilleLocalização da sede dos clubes no estado. \| | Domingos Machado de Lima |
| Capacidade: 20 089 | \| \| Avaí Figueirense Próspera Barra-SC Camboriú Hercílio Luz Concórdia Brusque Chapecoense Juventus de Jaraguá Marcílio Dias JoinvilleLocalização da sede dos clubes no estado. \| | \| \| Avaí Figueirense Próspera Barra-SC Camboriú Hercílio Luz Concórdia Brusque Chapecoense Juventus de Jaraguá Marcílio Dias JoinvilleLocalização da sede dos clubes no estado. \| | Capacidade: 5 000        |
|                    | \| \| Avaí Figueirense Próspera Barra-SC Camboriú Hercílio Luz Concórdia Brusque Chapecoense Juventus de Jaraguá Marcílio Dias JoinvilleLocalização da sede dos clubes no estado. \| | \| \| Avaí Figueirense Próspera Barra-SC Camboriú Hercílio Luz Concórdia Brusque Chapecoense Juventus de Jaraguá Marcílio Dias JoinvilleLocalização da sede dos clubes no estado. \| |                          |
| Figueirense        | \| \| Avaí Figueirense Próspera Barra-SC Camboriú Hercílio Luz Concórdia Brusque Chapecoense Juventus de Jaraguá Marcílio Dias JoinvilleLocalização da sede dos clubes no estado. \| | \| \| Avaí Figueirense Próspera Barra-SC Camboriú Hercílio Luz Concórdia Brusque Chapecoense Juventus de Jaraguá Marcílio Dias JoinvilleLocalização da sede dos clubes no estado. \| | Hercílio Luz             |
| Orlando Scarpelli  | \| \| Avaí Figueirense Próspera Barra-SC Camboriú Hercílio Luz Concórdia Brusque Chapecoense Juventus de Jaraguá Marcílio Dias JoinvilleLocalização da sede dos clubes no estado. \| | \| \| Avaí Figueirense Próspera Barra-SC Camboriú Hercílio Luz Concórdia Brusque Chapecoense Juventus de Jaraguá Marcílio Dias JoinvilleLocalização da sede dos clubes no estado. \| | Aníbal Costa             |
| Capacidade: 19 584 | \| \| Avaí Figueirense Próspera Barra-SC Camboriú Hercílio Luz Concórdia Brusque Chapecoense Juventus de Jaraguá Marcílio Dias JoinvilleLocalização da sede dos clubes no estado. \| | \| \| Avaí Figueirense Próspera Barra-SC Camboriú Hercílio Luz Concórdia Brusque Chapecoense Juventus de Jaraguá Marcílio Dias JoinvilleLocalização da sede dos clubes no estado. \| | Capacidade: 6 800        |
|                    | \| \| Avaí Figueirense Próspera Barra-SC Camboriú Hercílio Luz Concórdia Brusque Chapecoense Juventus de Jaraguá Marcílio Dias JoinvilleLocalização da sede dos clubes no estado. \| | \| \| Avaí Figueirense Próspera Barra-SC Camboriú Hercílio Luz Concórdia Brusque Chapecoense Juventus de Jaraguá Marcílio Dias JoinvilleLocalização da sede dos clubes no estado. \| |                          |
| Joinville          | Juventus de Jaraguá | Marcílio Dias | Próspera                 |
| Arena Joinville    | João Marcatto | Gigantão das Avenidas | Sem estádio fixo         |
| Capacidade: 22 400 | Capacidade: 10 270 | Capacidade: 6 010 |                          |
|                    | | |                          |
|                    | Avaí Figueirense Próspera Barra-SC Camboriú Hercílio Luz Concórdia Brusque Chapecoense Juventus de Jaraguá Marcílio Dias JoinvilleLocalização da sede dos clubes no estado.          | |                          |

## Fase final
Em itálico, as equipes que disputarão a primeira partida como mandante. Em negrito, as equipes classificadas.
|  | Quartas de final | Quartas de final | Quartas de final | Quartas de final |   |             | Semifinais       | Semifinais       | Semifinais       | Semifinais       |  |         | Final                    | Final                    | Final                    | Final                    |  |  |
|  | 12 a 20 de março | 12 a 20 de março | 12 a 20 de março | 12 a 20 de março |   |             | 23 a 27 de março | 23 a 27 de março | 23 a 27 de março | 23 a 27 de março |  |         | 30 de março a 2 de abril | 30 de março a 2 de abril | 30 de março a 2 de abril | 30 de março a 2 de abril |  |  |
|  |                  |                  |                  |                  |   |             |                  |                  |                  |                  |  |         |                          |                          |                          |                          |  |  |
|  | Brusque          | 1                | 0                | 1                |   |             |                  |                  |                  |                  |  |         |                          |                          |                          |                          |  |  |
|  | Avaí             | 1                | 0                | 1                |   |             |                  |                  |                  |                  |  |         |                          |                          |                          |                          |  |  |
|  | Avaí             | 1                | 0                | 1                |   | Brusque     | 1                | 1                | 2                |                  |  |         |                          |                          |                          |                          |  |  |
|  |                  |                  |                  |                  |   | Brusque     | 1                | 1                | 2                |                  |  |         |                          |                          |                          |                          |  |  |
|  |                  | Concórdia        | 0                | 0                | 0 |             |                  |                  |                  |                  |  |         |                          |                          |                          |                          |  |  |
|  | Concórdia        | Concórdia        | 0                | 0                | 0 | 1           | 1                | 2                |                  |                  |  |         |                          |                          |                          |                          |  |  |
|  | Concórdia        |                  |                  |                  |   | 1           | 1                | 2                |                  |                  |  |         |                          |                          |                          |                          |  |  |
|  | Chapecoense      | 1                | 1                | 2                |   |             |                  |                  |                  |                  |  |         |                          |                          |                          |                          |  |  |
|  | Chapecoense      | 1                | 1                | 2                |   |             |                  |                  |                  |                  |  | Brusque | 1                        | 0                        | 1                        |                          |  |  |
|  |                  |                  |                  |                  |   |             |                  |                  |                  |                  |  | Brusque | 1                        | 0                        | 1                        |                          |  |  |
|  |                  | Camboriú         | 1                | 0                | 1 |             |                  |                  |                  |                  |  |         |                          |                          |                          |                          |  |  |
|  | Hercílio Luz     | Camboriú         | 1                | 0                | 1 | 0           | 0                | 0                |                  |                  |  |         |                          |                          |                          |                          |  |  |
|  | Hercílio Luz     |                  |                  |                  |   | 0           | 0                | 0                |                  |                  |  |         |                          |                          |                          |                          |  |  |
|  | Figueirense      | 1                | 0                | 1                |   |             |                  |                  |                  |                  |  |         |                          |                          |                          |                          |  |  |
|  | Figueirense      | 1                | 0                | 1                |   | Figueirense | 1                | 0                | 1                |                  |  |         |                          |                          |                          |                          |  |  |
|  |                  |                  |                  |                  |   | Figueirense | 1                | 0                | 1                |                  |  |         |                          |                          |                          |                          |  |  |
|  |                  | Camboriú         | 1                | 2                | 3 |             |                  |                  |                  |                  |  |         |                          |                          |                          |                          |  |  |
|  | Camboriú         | Camboriú         | 1                | 2                | 3 | 1           | 3                | 4                |                  |                  |  |         |                          |                          |                          |                          |  |  |
|  | Camboriú         |                  |                  |                  |   | 1           | 3                | 4                |                  |                  |  |         |                          |                          |                          |                          |  |  |
|  | Marcílio Dias    | 1                | 2                | 3                |   |             |                  |                  |                  |                  |  |         |                          |                          |                          |                          |  |  |

### Final

#### Partida de ida
| 30 de março | Camboriú   | 1 − 1          | Brusque         | Estádio das Nações, Balneário Camboriú                                   |
| 20:30       | Juliano 1' | Súmula Borderô | 62' Fernandinho | Público: 3 968 Renda: R$ 140.810,00 Árbitro: SC Bráulio da Silva Machado |

| Camboriú | Brusque |

#### Partida de volta
| 2 de abril | Brusque | 0 − 0          | Camboriú | Augusto Bauer, Brusque                                            |
| 16:30      |         | Súmula Borderô |          | Público: 4 943 Renda: R$ 245.825,00 Árbitro: SC Ramon Abatti Abel |

| Brusque | Camboriú |

## Premiação
| Campeão da Série A do Campeonato Catarinense de 2022 |
| Brusque                                              |
| ---------------------------------------------------- |
| Brusque Campeão (2º título)                          |

## Artilharia
| Gols | Jogador      | Time          |
| ---- | ------------ | ------------- |
| 10   | Alex Sandro  | Brusque       |
| 9    | Zé Vitor     | Marcílio Dias |
| 6    | Bruno Mota   | Camboriú      |
| 5    | Fernandinho  | Brusque       |
| 4    | Diego Jardel | Brusque       |
| 4    | Perotti      | Chapecoense   |

## Técnicos
| Equipe        | Técnico                                                                            |
| ------------- | ---------------------------------------------------------------------------------- |
| Avaí          | Claudinei Oliveira (1ª—5ª) Fabrício Bento (interino) (6ª—7ª) Eduardo Barroca (8ª—) |
| Barra         | Matheus Costa (1ª—)                                                                |
| Brusque       | Waguinho Dias (1ª—)                                                                |
| Camboriú      | Luan Carlos (1ª—)                                                                  |
| Chapecoense   | Felipe Conceição (1ª—6ª) Bolívar (interino) (7ª—)                                  |
| Concórdia     | Itamar Schülle (1ª—)                                                               |
| Figueirense   | Júnior Rocha (1ª—)                                                                 |
| Hercílio Luz  | Raul Cabral (1ª—)                                                                  |
| Joinville     | Paulo Massaro (1ª—3ª) Elizeu Ferreira (interino) (4ª) Gilmar Dal Pozzo (5ª—)       |
| Juventus      | Paulo Foiani (1ª—5ª) Alemão (interino) (6ª—)                                       |
| Marcílio Dias | Fernando Tonet (1ª—)                                                               |
| Próspera      | Emerson Cris (1ª—)                                                                 |

### Mudança de Técnicos
| Clube       | Antecessor         | Motivo    | Data            | Última partida            | Rod | Pos | Sucessor           | Ref.        |
| ----------- | ------------------ | --------- | --------------- | ------------------------- | --- | --- | ------------------ | ----------- |
| Joinville   | Paulo Massaro      | Demitido  | 30 de janeiro   | Camboriú 1–0 Joinville    | 3ª  | 10° | Gilmar Dal Pozzo   | [ 2 ] [ 3 ] |
| Avaí        | Claudinei Oliveira | Demitido  | 6 de fevereiro  | Avaí 0–1 Próspera         | 5ª  | 8°  | Eduardo Barroca    | [ 4 ] [ 5 ] |
| Juventus    | Paulo Foiani       | Demitido  | 7 de fevereiro  | Juventus 0–5 Barra-SC     | 5ª  | 12° | Alemão (interino)  | [ 6 ]       |
| Chapecoense | Felipe Conceição   | Resignado | 13 de fevereiro | Joinville 2–1 Chapecoense | 6ª  | 5°  | Bolívar (interino) | [ 7 ]       |

## Transmissão
A NSC TV (afiliada da Rede Globo) detém todos os direitos de transmissão para a temporada de 2022 pela TV aberta.

### Jogos transmitidos pela NSC TV
- 1ª rodada - Chapecoense 1–0 Barra - 22 de janeiro (Sab) - 16:30
- 3ª rodada - Concórdia 1–0 Figueirense - 29 de janeiro (Sab) - 16:30
- 5ª rodada - Avaí 0–1 Próspera - 5 de fevereiro (Sab) - 16:30
- 7ª rodada - Avaí 0–0 Joinville - 12 de fevereiro (Sab) - 16:30
- 8ª rodada - Figueirense 4–1 Avaí - 26 de fevereiro (Sab) - 16:30
- 9ª rodada - Marcílio Dias 0–0 Hercílio Luz - 19 de fevereiro (Sab) - 16:30
- 11ª rodada - Avaí 3–0 Hercílio Luz - 5 de março (Sab) - 16:30
- Quartas de final - Figueirense 1–0 Hercílio Luz - 12 de março (Sab) - 16:30
- Quartas de final - Brusque 0–0 Avaí - 19 de março (Sab) - 16:30
- Final - Brusque 0–0 Camboriú - 2 de abril (Sab) - 16:30

### Transmissões por clubes
| Clube         | Total |
| ------------- | ----- |
| Avaí          | 5     |
| Figueirense   | 4     |
| Hercílio Luz  | 3     |
| Brusque       | 2     |
| Camboriú      | 2     |
| Barra-SC      | 1     |
| Chapecoense   | 1     |
| Concórdia     | 1     |
| Joinville     | 1     |
| Marcílio Dias | 1     |
| Próspera      | 1     |

## Seleção do Campeonato Catarinense
Seleção “Top da Bola” do Campeonato Catarinense
| Pos. | Nome             | Clube         |
| ---- | ---------------- | ------------- |
| G    | Gabriel Félix    | Camboriú      |
| LD   | Toty             | Brusque       |
| Z    | Wallace Reis     | Brusque       |
| Z    | Wesley           | Camboriú      |
| LE   | Léo Campos       | Camboriú      |
| V    | Rodolfo Potiguar | Brusque       |
| V    | Wagner Balotelli | Camboriú      |
| M    | Diego Jardel     | Brusque       |
| M    | Maicon Assis     | Camboriú      |
| A    | Alex Sandro      | Brusque       |
| A    | Zé Vitor         | Marcílio Dias |
| T    | Waguinho Dias    | Brusque       |

| Prêmio               | Nome                    | Clube     |
| -------------------- | ----------------------- | --------- |
| Craque do Campeonato | Alex Sandro             | Brusque   |
| Jogador revelação    | Marcelinho              | Concórdia |
| Árbitro              | Ramon Abatti Abel       | FCF       |
| Assistente           | Thiaggo Americano Labes | FCF       |
| Assistente           | Alex dos Santos         | FCF       |
| Dirigente do Ano     | Danilo Rezini           | Brusque   |